# 雨宝童子
雨宝童子（うほうどうじ）は、両部神道の神である。天照坐皇大神が日向に下生した際の姿とされ、大日如来が化現した姿とされることもある。

## 特徴
右手に金剛宝棒を持ち、左手に如意宝珠を持ち、頭上に五輪塔を掲げる。

## 文化財
三重県伊勢市にある臨済宗南禅寺派の金剛證寺には「木造雨宝童子立像」があり、1912年（明治45年）2月8日には国の重要文化財に指定された。寺伝によると天長2年（825年）に弘法大師（空海）によって彫出されたものとされるが、仏像のつくりなどからは平安時代後期の作と考えられている。
奈良県桜井市にある真言宗豊山派の長谷寺には本尊の左側に「雨宝童子立像」があり、国の重要文化財に指定されている。天文7年（1538年）に大仏師の運宗等が造立したものとされる。
山梨県北杜市の泉龍寺には室町時代の作とされる雨宝童子垂迹画がある。泉龍寺の山号は雨宝山である。